# شو ایب والترز
شو ایب والترز (انگلیسی: Shu-Aib Walters؛ زادهٔ ۲۶ دسامبر ۱۹۸۱) یک بازیکن فوتبال اهل آفریقای جنوبی است.